# Sascha Weber
Sascha Weber (Friburgo de Brisgovia, 23 de febrero de 1988) es un deportista alemán que compitió en ciclismo en las modalidades de ruta y montaña (campo a través). Ganó una medalla de plata en el Campeonato Europeo de Ciclismo de Montaña en Maratón de 2015.

## Medallero internacional
| Campeonato Europeo | Campeonato Europeo | Campeonato Europeo | Campeonato Europeo |
| Año                | Lugar              | Medalla            | Competición        |
| ------------------ | ------------------ | ------------------ | ------------------ |
| 2015               | Singen (Alemania)  | Medalla de plata   | Campo a través     |